# 忽都鲁帖木儿
忽都鲁帖木儿（1260年?—1324年?），元世祖忽必烈的庶子。
忽都鲁帖木儿没有像七位兄长一样被封为王：燕王→皇太子真金（镇大都）、安西王忙哥剌（镇长安）、北安王那木罕（镇西域）、云南王忽哥赤（镇云南）、西平王奥都赤（镇吐蕃）、宁王阔阔出（镇漠北）、镇南王脱欢（镇江南）。他的事迹不详。其子阿八也不干，皇庆元年（1312年）赐泉州路南安县13604户为食邑。阿八也不干之子八鲁朵儿只。

## 资料来源
- 《元史·宗室世系表》
- 《新元史》